# Geert De Vlieger
Geert De Vlieger (16 d'octubre de 1971) és un exfutbolista belga.

## Selecció de Bèlgica
Va formar part de l'equip belga a la Copa del Món de 2002.